# ميركو بوزوفيتش
ميركو بوزوفيتش (مواليد 24 أبريل 1956) هو ملاكم يوغوسلافي، مثّل بلاده في الألعاب الأولمبية الصيفية 1984.

## روابط خارجية
ميركو بوزوفيتش على موقع أوليمبيديا (الإنجليزية)